# Katherine Campos
Katherine Campos (19 de octubre de 1988) es una deportista brasileña que compitió en judo. Ganó una medalla de plata en el Campeonato Panamericano de Judo de 2013, en la categoría de –63 kg.

## Palmarés internacional
| Campeonato Panamericano | Campeonato Panamericano | Campeonato Panamericano | Campeonato Panamericano |
| Año                     | Lugar                   | Medalla                 | Categoría               |
| ----------------------- | ----------------------- | ----------------------- | ----------------------- |
| 2013                    | San José (Costa Rica)   | Medalla de plata        | –63 kg                  |